# Федякино (Рязанская область)
Федякино — село в Рыбновском районе Рязанской области. Входит в состав Вакинского сельского поселения. 

## География
Расположено на правом берегу Оки в 45 километрах к северо-западу от Рязани.

## История
Первые упоминания о селе относятся к 1629 году и содержатся в Списке с писцовых книг Григорья Киреевского 1627-1629 годов. Село относилось к Понисскому стану и было поделено на жеребья. Среди помещиков упоминаются представители таких фамилий как Лепуновы, Дворениновы, Потуловы, Трубицыны, Засецкие, Блудовы, Путятины, Маленины, Есаковы, мещенины Кореевы, Слепушкины, Волковы, Шеметовы, Протасовы. Первоначально это было скопление деревень вокруг Рождественского храма. Затем было построен деревянный храм в 1789 году. Позже, в 1870 году, построили каменный храм, который в советское время был разобран, и из его кирпичей были построены ряд зданий, в том числе правление колхоза и клуб. В начале XX века входило в Кузьминскую волость (волостной центр — село Кузьминское), здесь действовали крупорушка, кирпичный завод, казенная винная лавка.
С 2004 по 2014 год село являлось центром Федякинского сельского поселения, которое в 2014 году вошло в состав Вакинского сельского поселения.
Летом 2008 года в селе снимался сериал «Деревенская комедия». В главных ролях М. Башаров и М. Голубкина.

## Население
| 1859 | 1897  | 1906  | 2010 |
| ---- | ----- | ----- | ---- |
| 1513 | ↗1651 | ↗2041 | ↘377 |

- 1859—152 двора, 1513 человек
- 1868—229 дворов, 1651 человек
- 1905—318 дворов, 2041 человек

ул. Советская